# Космос-1669
Космос-1669 је један од преко 2400 совјетских вјештачких сателита лансираних у оквиру програма Космос.
Космос-1669 је лансиран са космодрома Тјуратам, Бајконур, СССР, 17. јула 1985. Ракета-носач Р-7 Семјорка (рус. Семёрка) (8К71, НАТО ознака SS-6 Sapwood) са додатим степеном је поставила сателит "Прогрес" се прикључио станицу Саљут-7 напуњен са залихама. 